# 卡纳维拉尔角空军基地10号发射台
卡纳维拉尔角空军基地10号发射复合体（LC-10）是美国的位于卡纳维拉尔角空军基地的发射场，用于SM-64纳瓦霍导弹，天龙座探空火箭发射。位于LC-17之北，现在原地已修建了LC-31和LC-32。发射场由椭圆形混凝土台，架高发射台和火焰引导槽组成。1957年8月12日，LC-10进行了一次纳瓦霍导弹试飞，是该导弹三次成功飞行中的一次。纳瓦霍导弹计划取消后，LC-10又在1958年和1959年进行了天龙座火箭和詹森火箭发射任务。发射场最后一次使用是1959年4月27日发射詹森火箭。发射场随后由于31，32号发射复合体修建而拆除。